# Anisotoma axillaris
Anisotoma axillaris är en skalbaggsart som beskrevs av Leonard Gyllenhaal 1810. Anisotoma axillaris ingår i släktet Anisotoma, och familjen mycelbaggar. Arten är reproducerande i Sverige.